# Fernando Pereira
Fernando Pereira, född 10 maj 1950 i Chaves, Portugal, död 10 juli 1985 i Auckland, Nya Zeeland, var en nederländsk fotograf som dödades i samband med sänkningen av Greenpeace-fartyget Rainbow Warrior i Aucklands hamn i Nya Zeeland den 10 juli 1985. 
Den franska underrättelsetjänsten DGSE visade sig vara ansvarig för de två bomberna som exploderade på skeppet. Fernando Pereira dog av den andra bombens explosion när han återvände till skeppet för att hämta sin kamerautrustning.

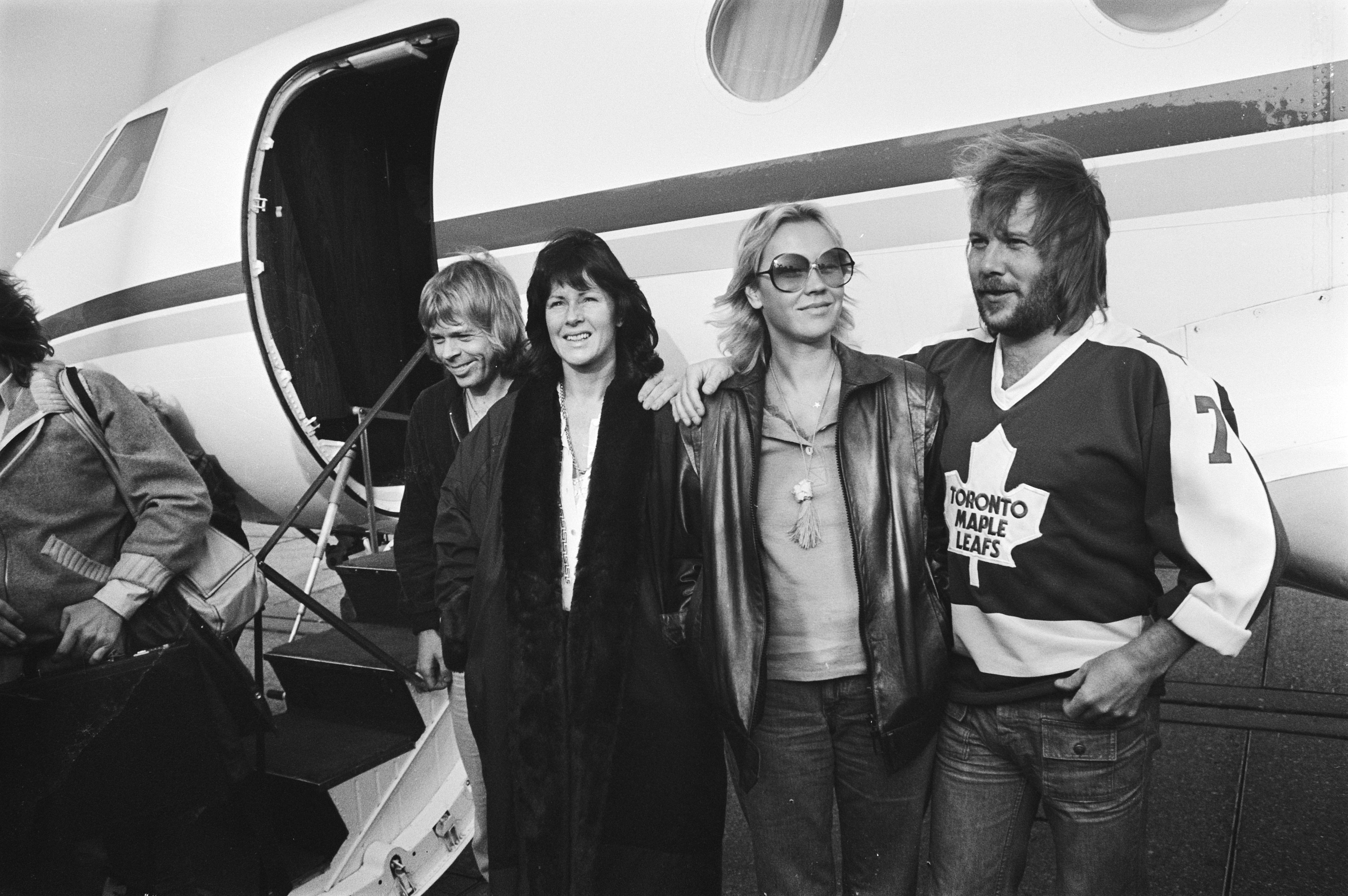
Abba (1979)
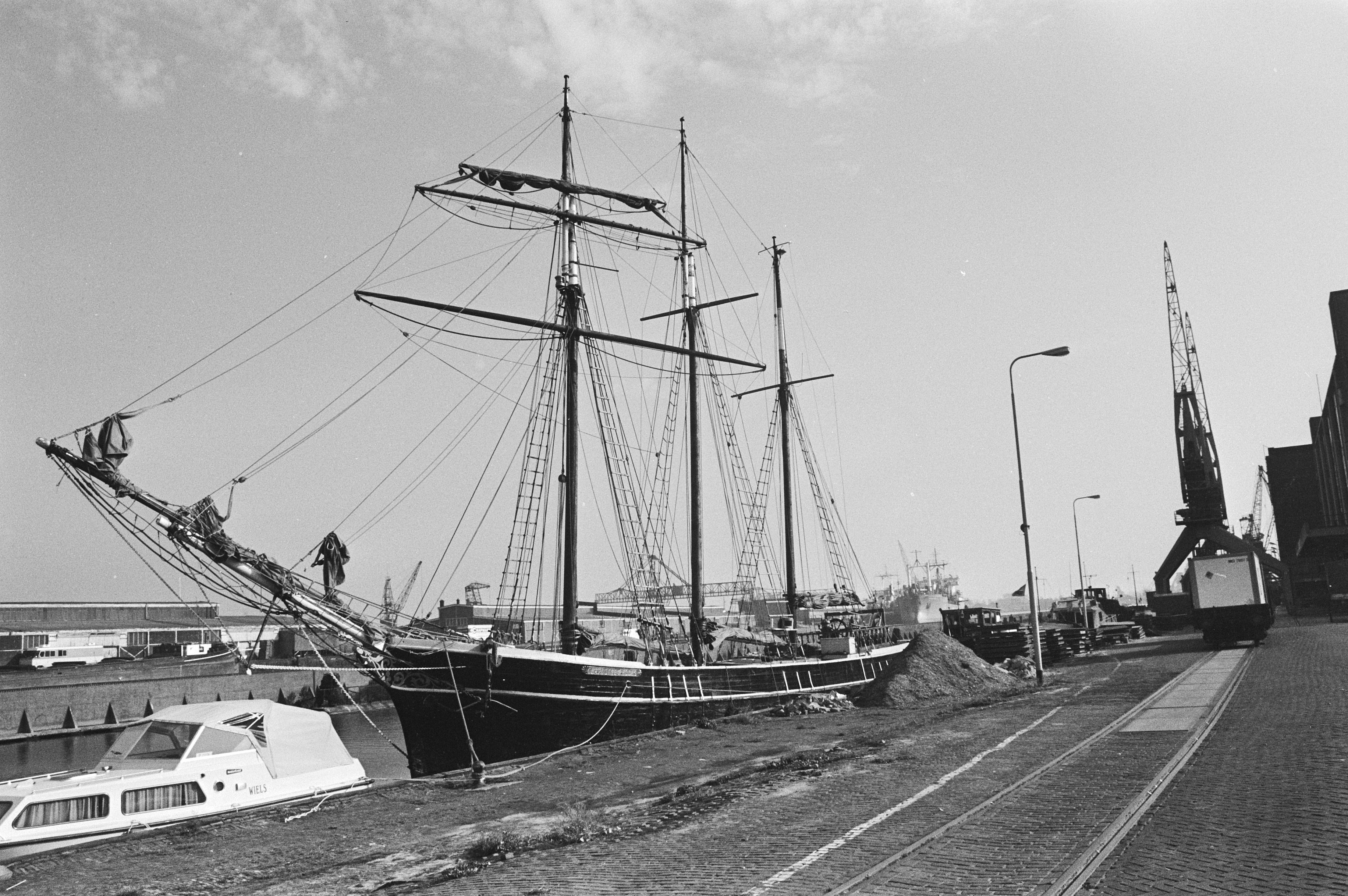
Charlotte Rhodes (1979)
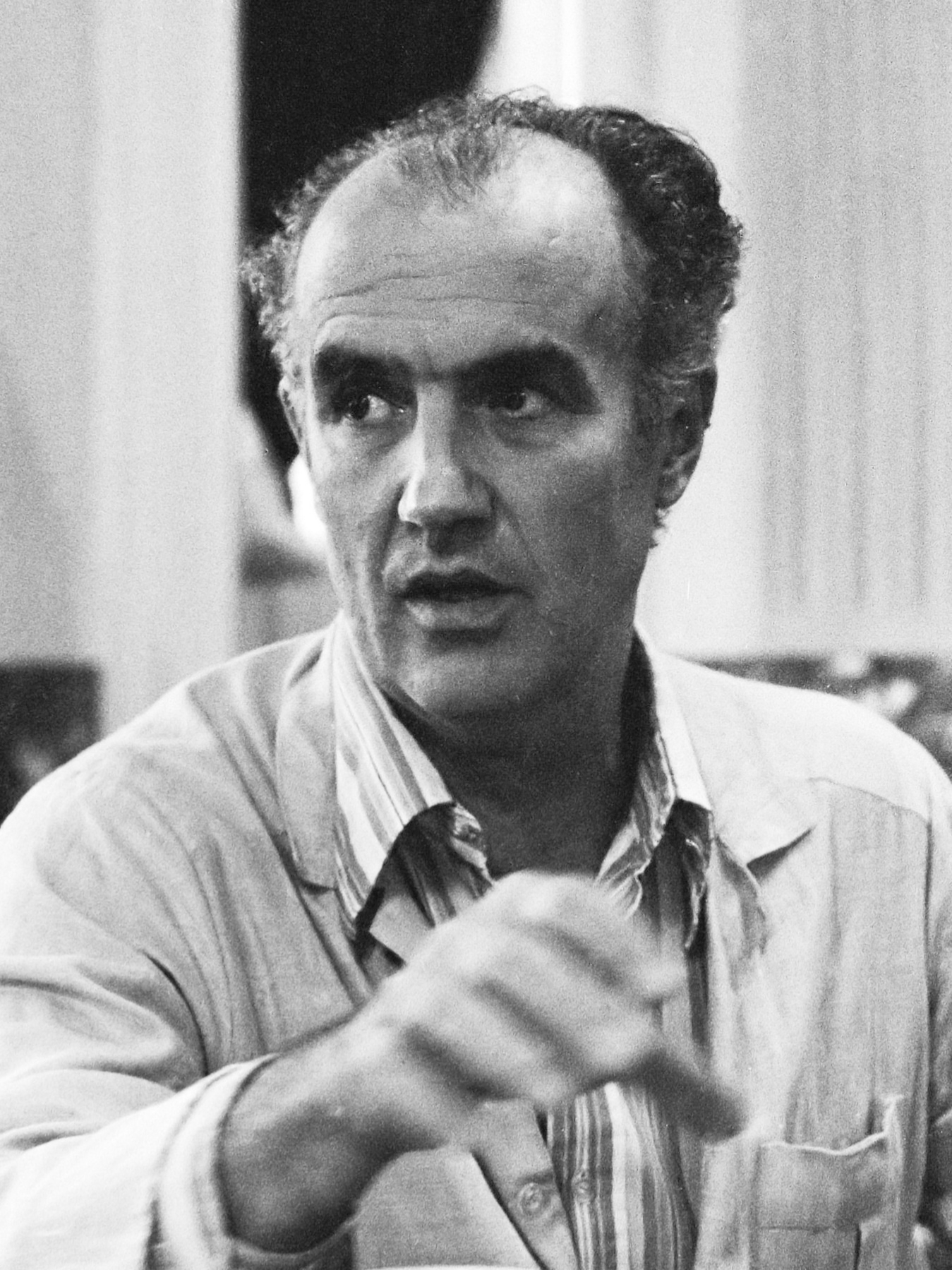
Luigi Nono (1979)
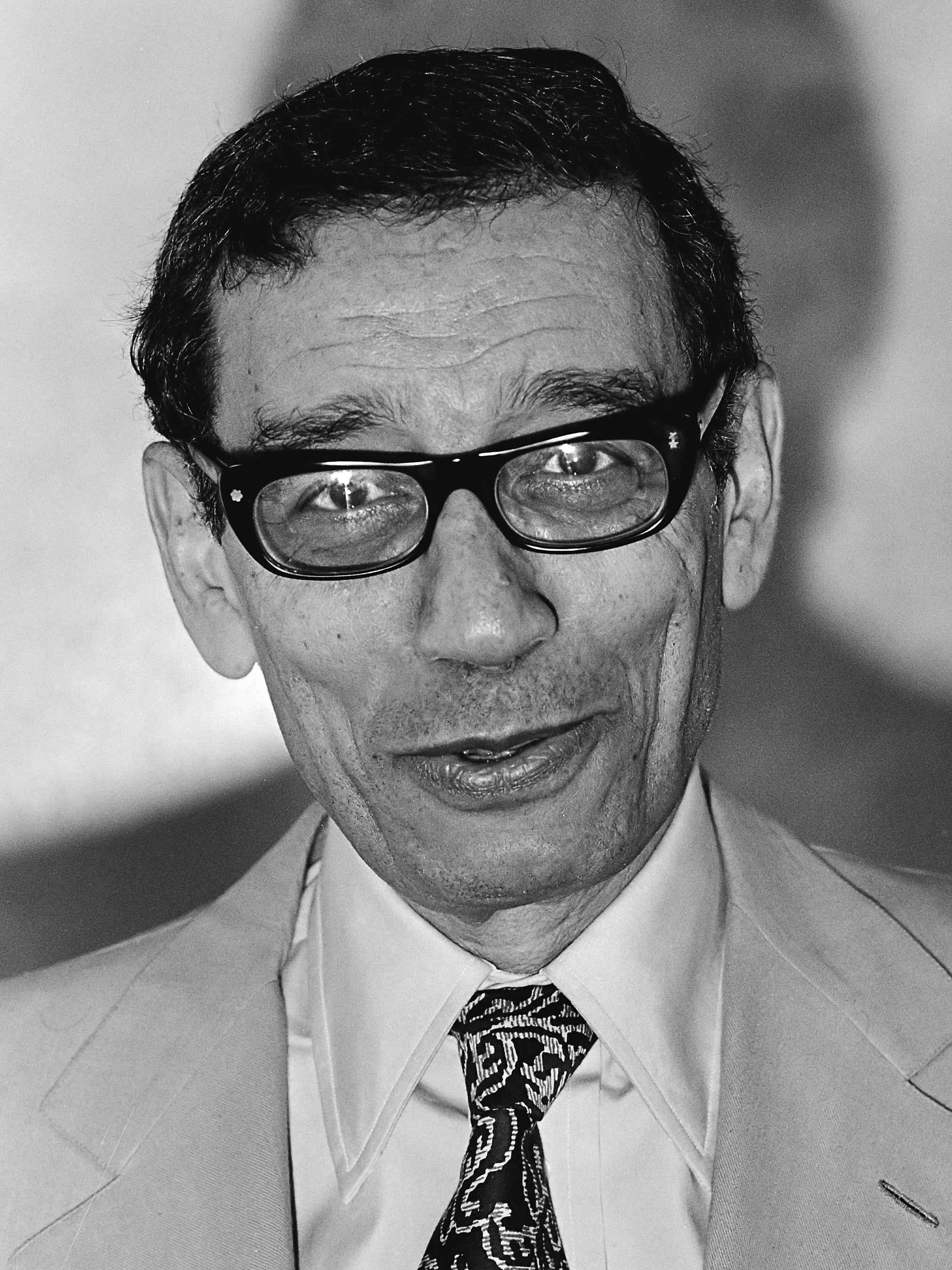
Boutros Boutros-Ghali (1980)
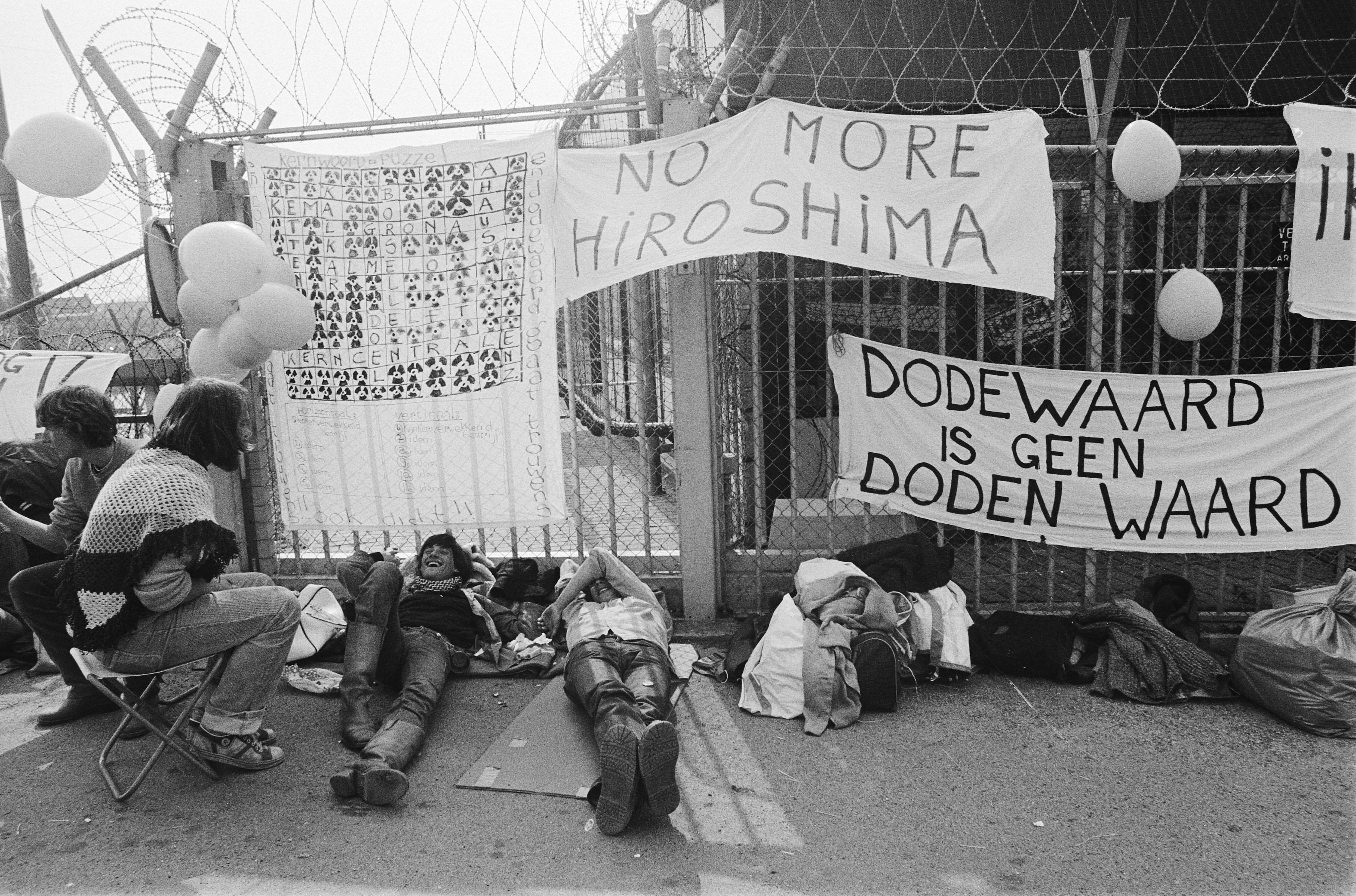
Dodewaard (1980)

- Wikimedia Commons har media som rör Fernando Pereira.